# Кавалерова Ніна Антонівна
Ніна Антонівна Кавалерова (1936–2014) — радянський і український педагог, професор. «Відмінник освіти України».

## Біографія
Ніна Антонівна Кавалерова народилася 22 січня 1936 року в с. Городище  на Рівненщині.
Закінчила  філологічний факультет Рівненського державного педагогічного інституту.
В 1975 році захистила дисертацію «Естетичне виховання учнів в умовах сільської школи» на здобуття наукового ступеня кандидата педагогічних наук. В 1976 році присвоєно вчене звання доцента, а в 1992 році — вчене звання професора.
В 1957—1958 роках працювала вихователем Острозької школи-інтернату, в 1958—1973 роках — методистом, завідувачем кабінету естетичного виховання Рівненського інституту вдосконалення вчителів, в 1973—1987 роках — асистентом, доцентом Рівненського державного педагогічного інституту, в 1987—1990 роках — доцентом Ізмаїльського державного педагогічного інституту.
В 1990 році була прийнята на посаду доцента кафедри педагогіки і психології початкового навчання Одеського державного педагогічного інституту імені К. Д. Ушинського. В 1995—1998 роках завідувала кафедрою основ виховання та педагогічної культури. В  2003—2013 роках обіймала посаду професора кафедри педагогічних технологій початкової освіти Південноукраїнського національного педагогічного університету імені К. Д. Ушинського.
Померла в 2014 році в м. Одеса.

## Наукова діяльність
Основними темами  наукових розвідок  Н. А. Кавалерової були  особливості естетичного виховання учнівської молоді та історія української педагогіки. Є автором біля 80 друкованих праць.

#### Праці
- Естетичне виховання учнів у сільській школі. — К., 1976. — 125 с.
- Стефан Яворский// Антология педагогической мысли Украинской ССР. — М., 1988. — С. 121—123.
- Стефан Калиновский // Антология педагогической мысли Украинской ССР. — М., 1988. — С. 123—128.
- Феофан Прокопович// Антология педагогической мысли Украинской ССР. — М., 1988. — С. 128—136.
- Яков Козельский// Антология педагогической мысли Украинской ССР. — М., 1988. — С. 153—163.
- Спільність у педагогічній системі братських шкіл України і Я. А. Каменського// Наука в Одеському педагогічному інституті. — Одеса, 1994. — С. 87 — 88.
- Основні віхи розвитку освіти і педагогічної думки в Україні (Х — ХІХ століття)// Педагогіка: Навчальний посібник. — Х,, 2003. — С. 288—332.
- Філософсько-освітні горизонти Григорія Сковороди: [монографія] / Н. А. Кавалерова, Н. В. Іванова. — Одеса, 2010. — 151 с. (http://liber.onu.edu.ua/opacunicode/index.php?url=/auteurs/view/id:195538/source:default [Архівовано 14 січня 2019 у Wayback Machine.])

## Нагороди
- Знак «Відмінник освіти України»

## Родина
- Чоловік: Кавалеров Анатолій Іванович — доктор філософських наук, професор.
  - Син: Кавалеров Анатолій Анатолійович — кандидат філософських наук, доцент.
  - Син: Кавалеров Володимир Анатолійович — кандидат педагогічних наук, доцент.